# Луцький Олександр Андрійович
Олекса́ндр Андрі́йович Лу́цький (псевдо: «Довбня», «Богун», «Марко», «Беркут», «Богдан», «Андрієнко», «Клименко», «Боднар») — (16 жовтня 1910, с. Боднарів, тепер Калуський район, Івано-Франківська область — 13 листопада 1946, Київ) — діяч ОУН, один з організаторів Української Народної Самооборони та УПА-Захід, командир УНС (07.1943 — 11.1943), УПА-Захід (11.1943 — 26.01.1944), УПА-Захід-Карпати (08.1944 — 09.1944).

## Біографія
Народився в с. Боднарів у селянській родині, попри запис імені в метриці латиною як Олександр, рідні та знайомі називали Олексою (за паспортом син — Богдан Олексійович). Навчався в Станиславівській гімназії.
В 1930 став членом Організації українських націоналістів, очолював осередок. Після закінчення гімназії в 1932 році служив у польській армії (1932-33).
В 1933 призначений організаційним референтом Станиславівської окружної референтури ОУН.
В період вересень 1933 — початок 1938 перебував в ув'язненні за участь в ОУН.
У серпні 1938 — березні 1939 — керівник Станиславівської окружної референтури ОУН, був удруге заарештований.

## Боротьба в часи Другої світової війни
З початком Другої світової війни у вересні 1939 нелегально працював під чужим прізвищем в органах Радянської влади в одному з виконкомів Станіславської області і навіть був обраний депутатом Народних Зборів Західної України. Подав заяву у Львівський університет, але під загрозою арешту в листопаді перетнув радянсько-німецький кордон, мешкав на території Генеральної губернії. Навчався в Кракові на курсах підготовки військових кадрів ОУН(б), займався організаційною діяльністю ОУН, у березні 1940 року повернувся у Станіславську область. У березні—листопаді 1940 очолював Станиславівський обласний провід ОУН, вів роботу зі створення підпільної мережі в регіоні, у листопаді був викликаний до Кракова на конференцію. Учасник 2-ї конференції ОУН у Кракові (лютий 1940), підтримав фракцію С. Бандери.
Один з організаторів батальйону «Нахтігаль», керівник мобілізаційного відділу Проводу ОУН(б). Учасник 2-го Великого Збору ОУН у Кракові (березень 1941). Воював у складі батальйону «Нахтігаль», а від кінця 1941 і до початку 1943 командував взводом у 201-му батальйоні охоронної поліції в Білорусі, обер-лейтенент.
Заступник військового референта Проводу ОУН. За його ініціативою та за наказом Головного військового штабу УПА від 15 липня 1943 велося створення Української народної самооборони (УНС) в Галичині, а сам він став її командиром (УНС на серпень 1943 налічувала приблизно 2 тис. бійців і вела бої з радянськими партизанами С.Ковпака, німцями та загонами Армії Крайової). У грудні 1943 на її базі було сформовано групу УПА-Захід, якою О. Луцький командував від грудня 1943 р. до 26 січня 1944 р доки його не змінив на цій посаді майор, а згодом полковник УПА, Василь Сидор-Шелест. З жовтня 1943 до березня 1944 О. Луцький — член Проводу ОУН(б).
А в травні 1944 він був заарештований гестапо й до червня утримувався під арештом.
Протягом серпня-вересня 1944 р. О. Луцький командує спеціальною групою УПА-Захід-Карпати.
Опісля через суперечності з Р. Шухевичем відсторонений від офіційних командних посад в УПА та ОУН, працював перекладачем військової референтури ОУН, з жовтня по грудень 1944 перебував під слідством Служби безпеки ОУН.
22 січня 1945 в селі Бабин Середній Войнилівського району захоплений спецгрупою НКДБ УРСР разом із дружиною — підпільницею ОУН Юлією Луцькою (10 серпня 1946 засуджена до 10 років позбавлення волі). Сотні «Вітрогони» і «Летуни» під командуванням «Середного» здійснили напад на Войнилів (мобілізовані для нападу на Войнилів кущові боївки до операції не залучені), звільнити в'язнів не вдалось. Луцький негайно був перевезений до станіславської тюрми, за кілька тижнів — до Львова, а далі — у Київ. На допитах після півроку катувань докладно розповів про історію творення УНС. Вироком Військового трибуналу військ МВС Українського округу від 10 серпня 1946 О. Луцький був засуджений до вищої міри покарання. Страчений у м. Києві 13 листопада 1946.
У 1971 р. в журналі «Україна» (№ 18-20) була публікація «Клим Дмитрук. Безбатченки» з набором вигадок і перекручень щодо Олександра Луцького та розміщене дане фото в німецькій військовій формі з підписом «Фото з архівів гітлерівського абверу». Хоча насправді фото було попередньо викрадено кадебістом з родинного альбому племінника — Андрія Луцького.
Після здобуття Україною незалежності справу Луцького переглядали посткомуністичні органи прокуратури і суду, але вірності українським ідеалам йому не пробачили і не реабілітували.

## Вшанування пам'яті

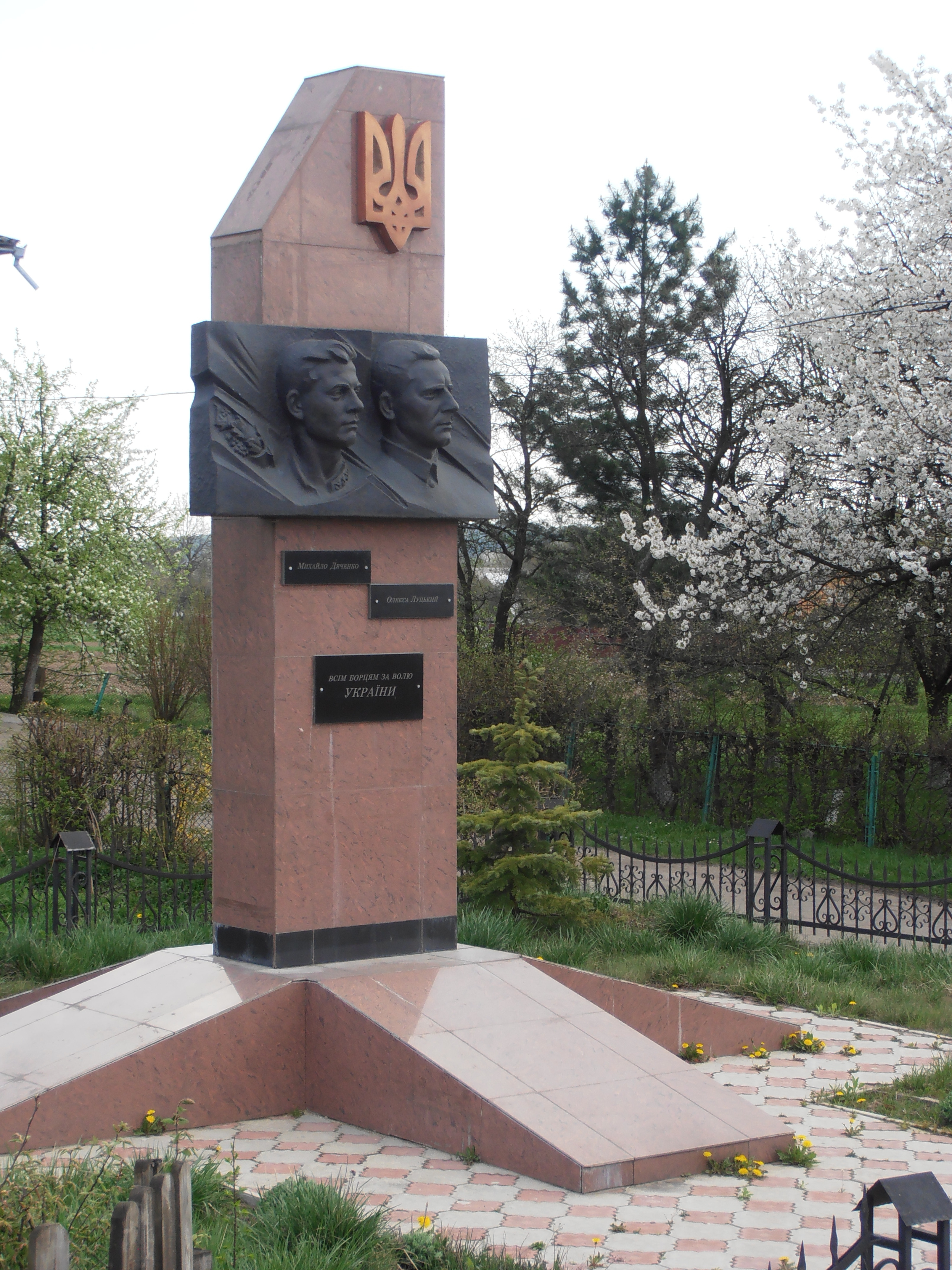
Пам'ятник Олександру Луцькому і Михайлу Дяченку

- Односельці назвали його іменем вулицю, на якій народився і проживав, поставили в центрі Боднарова пам'ятник[3] Олександру Луцькому та його побратиму-однолітку Михайлу Дяченку.
- У Львові його іменем названа вулиця (з'єднує вулиці Шевченка і Бортнянського).
- У багатьох містах України є Вулиця Героїв УПА, до яких належить і Олександр Луцький.